# たかつき (護衛艦)

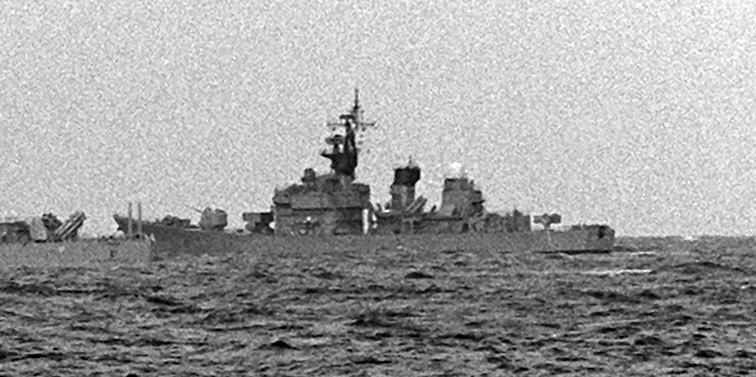
太平洋にて （1989年）

たかつき（ローマ字：JDS Takatsuki, DD-164）は、海上自衛隊の護衛艦。たかつき型護衛艦の1番艦。艦名は「空高く輝く月」即ち「高月」に由来。なお、艦艇名としては旧海軍通して初の命名である。

## 艦歴
「たかつき」は、第2次防衛力整備計画に基づく昭和38年度計画3,000トン型甲II型警備艦、2304号艦として石川島播磨重工業東京第2工場で1964年10月8日に起工され、1966年1月7日に進水、1967年3月15日に就役し、第1護衛隊群に直轄艦として編入され呉に配備された。
1968年3月27日、第1護衛隊群隷下に第1護衛隊が新編され同日付で就役した「きくづき」とともに編入された。
1970年11月から翌年3月30日にかけて石川島播磨重工業東京第2工場において第1回特別修理が実施され、可変深度ソナー（VDS）を装備するとともに、戦術情報処理装置NYYA-1を搭載した。
1971年2月1日、第2護衛隊群に旗艦として編入され、定係港が佐世保に転籍。
1974年11月9日に東京湾で発生した第十雄洋丸事件に対応するため災害派遣される事となり、11月26日に護衛艦「はるな」、「もちづき」、「ゆきかぜ」とともに処分現場に派遣され、翌27日から28日にかけて海没処分するための射撃を実施した。
1977年、遠洋練習航海に参加。
1981年3月27日、第1護衛隊群に旗艦として編入され、定係港が横須賀に転籍。
1983年3月30日、第4護衛隊群第1護衛隊に編入。
1984年4月1日から近代化改装（FRAM）を受けており、これは1985年10月31日に完工した。
1994年6月から護衛艦「ながつき」、「もちづき」、「しらゆき」とともに北米方面遠洋練習航海に参加。
1995年3月16日、舞鶴地方隊第2護衛隊に編入され、定係港が舞鶴に転籍。
1997年3月24日、隊番号の改正により第2護衛隊が第24護衛隊に改称。
2002年8月16日に除籍された。FRAMを実施したとはいえ、艦齢は35年5ヶ月に達し、総航程は81万4,113浬（地球37.6周）総航海時数は65,480時間に及ぶ。